# Seznam řek v Řecku
Řecké řeky (řecky řeka - ποταμός [potamos]).

## Podle délky na území Řecka
Tabulka obsahuje přehled řek v Řecku s délkou 70 km a více na území Řecka.
| Poř. | Řeka      | řecky                  | Délka km | Povodí km² | Průtok m³/s | Ústí do       | Ústí kde                                                                    |
| ---- | --------- | ---------------------- | -------- | ---------- | ----------- | ------------- | --------------------------------------------------------------------------- |
| 1.   | Aliákmon  | Αλιάκμονας             | 297      | 0          | 0           | Egejské moře  | Aiginio, Střední Makedonie, Řecko                                           |
| 2.   | Achelóos  | Aχελώος                | 220      | 0          | 0           | Jónské moře   | Katochi, Západní Řecko, Řecko                                               |
| 3.   | Pineios   | Πηνειός (Θεσσαλίας)    | 205      | 0          | 0           | Egejské moře  | Paralia Koulouras, Thesálie, Řecko                                          |
| 4.   | Marica    | Έβρος                  | 204      | 3 700      | 0           | Egejské moře  | Alexandroupoli, Východní Makedonie a Thrákie, Řecko / Enez, Edirne, Turecko |
| 5.   | Mesta     | Nέστος                 | 130      | 4 700      | 0           | Egejské moře  | Keramoti, Východní Makedonie a Thrákie, Řecko                               |
| 6.   | Struma    | Στρυμών                | 118      | 3 900      | 0           | Egejské moře  | Nea Kardylia, Střední Makedonie, Řecko                                      |
| 7.   | Thiamis   | Θύαμις                 | 115      | 0          | 0           | Jónské moře   | Kestrini, Epirus, Řecko                                                     |
| 8.   | Alfios    | Αλφειός                | 110      | 0          | 0           | Jónské moře   | Pyrgos, Západní Řecko, Řecko                                                |
| 9.   | Arachthos | Άραχθος                | 110      | 0          | 0           | Jónské moře   | Kommeno, Epirus, Řecko                                                      |
| 10.  | Enipeas   | Ενιπέας                | 84       | 0          | 0           | Pinios        | Keramidi, Thesálie, Řecko                                                   |
| 11.  | Evrotas   | Eυρώτας                | 82       | 0          | 0           | Jónské moře   | Elos, Peloponés, Řecko                                                      |
| 12.  | Assopos   | Aσωπός                 | 80       | 0          | 0           | Egejské moře  | Chalkoutsi, Attika, Řecko                                                   |
| 13.  | Louros    | Λούρος                 | 80       | 0          | 0           | Jónské moře   | Flampoura, Epirus, Řecko                                                    |
| 14.  | Sperchios | Σπερχειός              | 80       | 0          | 0           | Egejské moře  | Lamia, Střední Řecko, Řecko                                                 |
| 15.  | Megdovas  | Mέγδοβας               | 78       | 0          | 0           | Achelóos      | Marathia, Střední Řecko, Řecko                                              |
| 16.  | Vardar    | Aξιός                  | 76       | 3 900      | 0           | Egejské moře  | Chalastra, Střední Makedonie, Řecko                                         |
| 17.  | Vjosa     | Aώος                   | 70       | 2 500      | 0           | Jaderské moře | Poro, Vlora, Albánie                                                        |
| 18.  | Gallikos  | Γαλλικός               | 70       | 0          | 0           | Egejské moře  | Soluň, Střední Makedonie, Řecko                                             |
| 19.  | Ladonas   | Λάδων                  | 70       | 0          | 0           | Alfios        | Tripotamia, Peloponés, Řecko                                                |
| 20.  | Mornos    | Mόρνος                 | 70       | 0          | 0           | Jónské moře   | Nafpaktos, Západní Řecko, Řecko                                             |
| 21.  | Pinios    | Πηνειός (Πελοποννήσου) | 70       | 0          | 0           | Jónské moře   | Gastouni, Západní Řecko, Řecko                                              |

## Podle úmoří
Třídění podle úmoří a povodí.

### Jaderské moře
- Vjosa

### Jónské moře
- Thiamis
- Louros
- Arachthos
- Achelóos
  - Megdovas
- Mornos
- Pinios
- Alfios
  - Ladonas
- Evrotas

### Egejské moře
- Assopos
- Sperchios
- Pinios
  - Enipeas
- Aliákmon
- Vardar
- Gallikos
- Struma
- Mesta
- Marica